# Acute stress-stoornis
De acute stress-stoornis is een psychische aandoening die in de DSM-5 is ingedeeld bij de psychotrauma- en stressor-gerelateerde stoornissen. De stoornis kan optreden direct nadat iemand is blootgesteld aan een ernstige traumatische ervaring (in de volksmond ook wel aangeduid als shock). De reacties op dit trauma zijn sterke gevoelens van angst, afschuw, machteloosheid en hulpeloosheid.
Behandeling ervan is gericht op het voorkomen van post-traumatische stress-stoornis (PTSS). Als er sprake was of is van aanhoudende of langdurige traumatische ervaringen, kan complexe posttraumatische stressstoornis (CPTSS) ontstaan, bijvoorbeeld in het volwassen leven na kindermishandeling in de jeugd.